# كلودوالدو (لاعب كرة قدم)
كلودوالدو (بالبرتغالية: Francisco Clodoaldo Chagas Ferreira‏) هو لاعب كرة قدم برازيلي في مركز الهجوم، ولد في 28 ديسمبر 1978 في Ipu, Ceará ‏ في البرازيل. لعب مع غويتاكاس ونادي أتلتيكو فيروفياريو ونادي بيرا مار ونادي خوازيرينزي ونادي ريفر تيريزينا ونادي سيارا ونادي فورتاليزا.

## وصلات خارجية
- كلودوالدو (لاعب كرة قدم) على موقع قاعدة بيانات كرة القدم.إي يو (الإنجليزية)